# Simone Moro
Simone Moro (Bergamo, 27 de outubro de 1967) é um alpinista, escritor, explorador e aviador italiano.
Ele é mais conhecido por ser o primeiro e único alpinista na história que subiu no inverno pela primeira vez quatro das 14 montanhas com mais de oito mil metros de altitude: o Shisha Pangma em 2005, Makalu em 2009, Gasherbrum II em 2011 e o Nanga Parbat em 2016. Precedentemente, Krzysztof Wielicki e Jerzy Kukuczka alcançaram cada um três primeiros acessos invernais dos oito mil. Ele subiu até o cume de oito dos oito mil, escalando quatro vezes o monte Everest.

## Biografia
Começou a praticar escalada na idade de 13 anos, nas montanhas perto de sua casa e depois nas Dolomitas.
Em 1992 começou sua experiência como alpinista do Himalaia, que se tornou predominante em sua escalada de montanha. Ele fez mais de 36 expedições de montanhismo fora da Europa e alcançou os sete primeiros dos 14 oito mil. Conquistou quatro vezes o pico do Everest, sendo em uma delas, em maio de 2006, fez a travessia do sul para norte. Muitas dessas subidas foram feitas "em velocidade".  Ele também fez outras subidas importantes no inverno, como a parede sul do Aconcágua em 1993.

## Annapurna 1997
Em dezembro de 1997 tentou a subida do "Annapurna (8091 m), juntamente com o cinematografista Dimitri Sobolev  e o famoso alpinista russo Anatoli Boukreev por uma nova rota extremamente difícil dadas as condições de inverno.
Em 25 de dezembro, durante as fases iniciais da expedição, a cerca de 5700 metros de altitude, os alpinistas foram arrastados por uma avalanche. Moro, que estava mais cima e já havia atravessado a parte mais perigosa, foi arrastado cerca de 800 metros abaixo. Incapaz de ver ou ouvir qualquer sinal de Boukreev ou Sobolev, Moro desceu ao acampamento base do Annapurna onde foi levado de helicóptero de volta para Kathmandu para a cirurgia em suas mãos.

## Escaladas recentes
Em 26 de fevereiro de 2016, com o basco Alex Txicon e o paquistanês Ali Sadpara, realizou a primeira ascensão invernal do Nanga Parbat, 8125 metros. Naquela mesma expedição fez parte também a italiana do Tirol do Sul Tamara Lunger, a qual desistiu poucos metros antes do cume.
Em 14 de janeiro de 2005, com polonês Piotr Morawski, fez a primeira ascensão invernal do Shisha Pangma, 8 027 metros.
Em 1 de agosto de 2008, na companhia do alpinista Hervé Barmasse, fez a primeira ascensão do Beka Brakai Chhok, uma montanha do Karakorum (Paquistão) com 6 940 metros de altitude, depois das tentativas fracassadas feitas por várias expedições britânicas e Nova Zelândia.
Em 2 de fevereiro de 2011, novamente com Denis Urubko e americano Cory Richards, fez a primeira ascensão invernal do Gasherbrum II, 8 035 metros acima do nível do mar.

## Escaladas dos Oito mil
- 1996: Shisha Pangma
- 1997: Lhotse (com Anatoli Boukreev)
- 2000: Everest a partir do sul[10]
- 2002: Cho Oyu (em velocidade)
- 2002: Everest a partir do norte
- 2003: Broad Peak (em velocidade)
- 2005: Shisha Pangma (primeira subida de inverno, com Piotr Morawski)[7]
- 2006: Everest (sul-norte transversal, em velocidade)
- 2009: Makalu (primeira subida de inverno, com Denis Urubko)
- 2010: Everest a partir do sul
- 2011: Gasherbrum II (primeira subida de inverno, com Denis Urubko e Richards Cory)[9]
- 2016: Nanga Parbat (primeira subida de inverno, com Alex Txicon e Ali Sadpara)[6]